# Anamaria
Anamaria je monotipski biljni rod iz porodice trpučevki čiji je jedini predstavnik A. heterophylla, brazilski endem iz Caatinge koji živi u ekološki osjetljivom vodenom okruženju.
Prvi puta opisali su je Ana Maria Giulietti (po kojoj je rod i dobio ime) i Vinicius Castro Souza kao Stemodia heterophylla, uključivši je u rod Stemodia.

## Sinonimi
- Stemodia heterophylla Giul. & V.C.Souza